# Сычёвка Рудницкая
Сычевка Рудницкая (бел. Сычаўка-Рудніцкая) — упразднённый посёлок в Нисимковичском сельсовете Чечерского района Гомельской области Беларуси.

## География

### Расположение
В 15 км на восток от Чечерска, 49 км от железнодорожной станции Буда-Кошелёвская (на линии Гомель — Жлобин), 77 км от Гомеля.

## Транспортная сеть
Транспортные связи по просёлочной, затем автомобильной дороге Светиловичи — Залесье. Застройка деревянная, усадебного типа, около просёлочной дороги.

## История
Основан в начале 1920-х годов переселенцами из деревни Рудня-Нисимковичская на бывших помещичьих землях. В 1930 году организован колхоз. 22 жителя погибли на фронтах Великой Отечественной войны. Согласно переписи 1959 года в составе совхоза «Нисимковичи»(центр — деревня Нисимковичи).

## Население

### Численность
- 2004 год — 1 хозяйство, 1 житель.

### Динамика
- 1959 год — 84 жителя (согласно переписи).
- 2004 год — 1 хозяйство, 1 житель.